# Filaret (Drozdov)
Filaret Vasilij Mihajlovitj Drozdov, född 1783, död 1867, var en rysk teolog, som var metropolit i Moskva från 1825.
Från 1816 arbetade Filaret på att översätta bibeln från kyrkoslaviska till ryska och utgav omkring 1824 en katekes på ryska. 1861 författade han Alexander II:s berömda manifest om livegenskapens upphävande. Han utövade ett betydande inflytande på såväl tsaren som det ryska samhällslivet över huvud taget, stundom i opposition mot vissa liberala riktningar. Filaret var även en framstående kyrklig talare.